# Kościół ścięcia św. Jana Chrzciciela i św. Trójcy w Budzynku

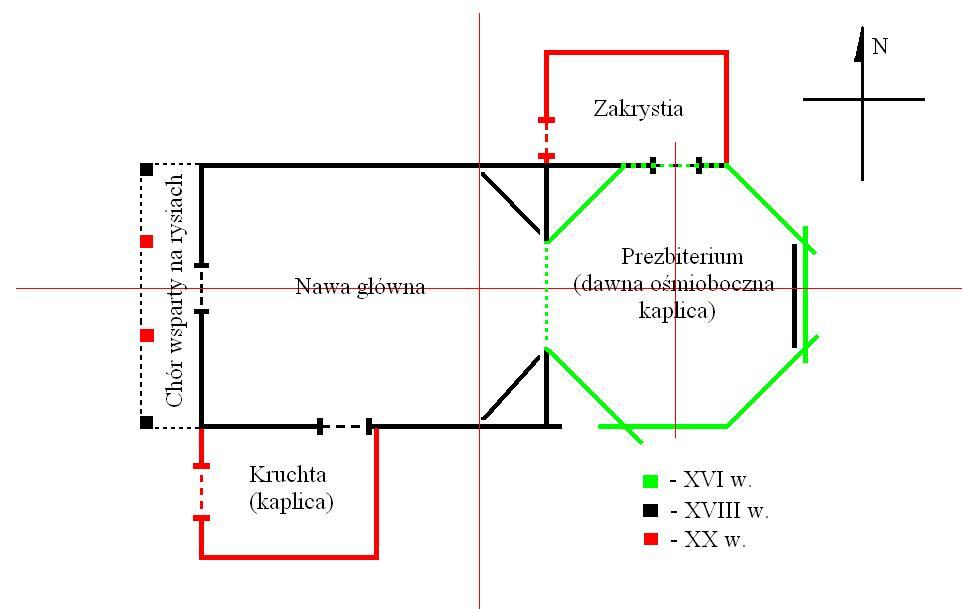
Kościół w Budzynku. Rzut poziomy świątyni

Kościół pw. ścięcia Świętego Jana Chrzciciela i św. Trójcy w Budzynku – kościół parafialny położony w archidiecezji łódzkiej i dekanacie poddębickim. Jeden z wielu drewnianych kościołów na terenie współczesnego województwa łódzkiego. Swoim wyglądem zewnętrznym, jak i swym wezwaniem, jest jednak wyróżniony na tle innych budowli sakralnych archidiecezji łódzkiej. Część prezbiterialna kościoła jest obecnie najstarszą sakralną budowlą drewnianą na terenie archidiecezji łódzkiej. Budowla figuruje na liście zabytków KOBiDZ pod nr 88, na którą została wpisana 2 października 1967 r.

## Położenie
Świątynia znajduje się w powiecie poddębickim, w północnej części gminy Dalików. Budowla jest położona w niewielkim parku w centrum wsi, w pobliżu dawnego grodziska przy drodze powiatowej nr 3703E (odchodzącej od drogi wojewódzkiej nr 469) i niedaleko skrzyżowania jej z drogą powiatową nr 3705E (relacji Poddębice – Parzęczew).

## Historia budowli

### Powstanie kaplicy w Budzynku w XVI w. – hipotezy
W 1517 r. ówczesny właściciel miasteczka Międzyrzec (Budzynek) – Jakub Leźnicki dokonał sprzedaży z prawem wykupu łęczyckiemu klasztorowi dominikanów, czynszu rocznego za 35,5 grzywny zapisanego na kapitałach ze swoich dóbr dziedzicznych miasta Budzynek, wsi Woźniki, zwanej Budzynek, sąsiednich dwóch wsi o nazwie Moszkowice. Tym samym pośrednimi właścicielowi miasta Budzynek aż do spłaty długu przez sprzedającego stali się dominikanie łęczyccy. Wszystko wskazuje na to, że to bracia zakonni wybudowali ok. połowy XVI w. pierwszą kaplicę. Jest nią współczesne – ośmioboczne prezbiterium wtopione w bryłę dzisiejszej świątyni. Analiza architektoniczna przeprowadzona przy konserwacji budowli wykazała, że użyte materiały jak i styl łączenia budulca wskazuje na XVI-wieczną metrykę tej części kościoła. Za dominikańską fundacją kaplicy przemawia późniejsze wezwanie kościoła, ponieważ kult św. Jana Chrzciciela był bardzo rozpowszechniony w tym konwencie i wiele klasztorów tego bractwa w Europie nosi wezwanie św. Jana Chrzciciela. Nie brakuje także innych hipotez, pośród których oktagonalna kaplica miała być w przeszłości oratorium eremickim, co również wiąże się z życiem zakonnym. Inna teoria widzi w budowli kaplicę myśliwską, co nie jest do końca wykluczone, gdyż w przeszłości tereny na południe od Budzynka pokrywały jeszcze pod koniec XVIII w. liczne lasy. Niemniej według źródeł pisanych dominikanie łęczyccy byli właścicielami miasteczka jeszcze pod koniec XVI w., a ich związek z powstaniem kaplicy sławiącej kult św. Jana Chrzciciela jest najbardziej prawdopodobny.

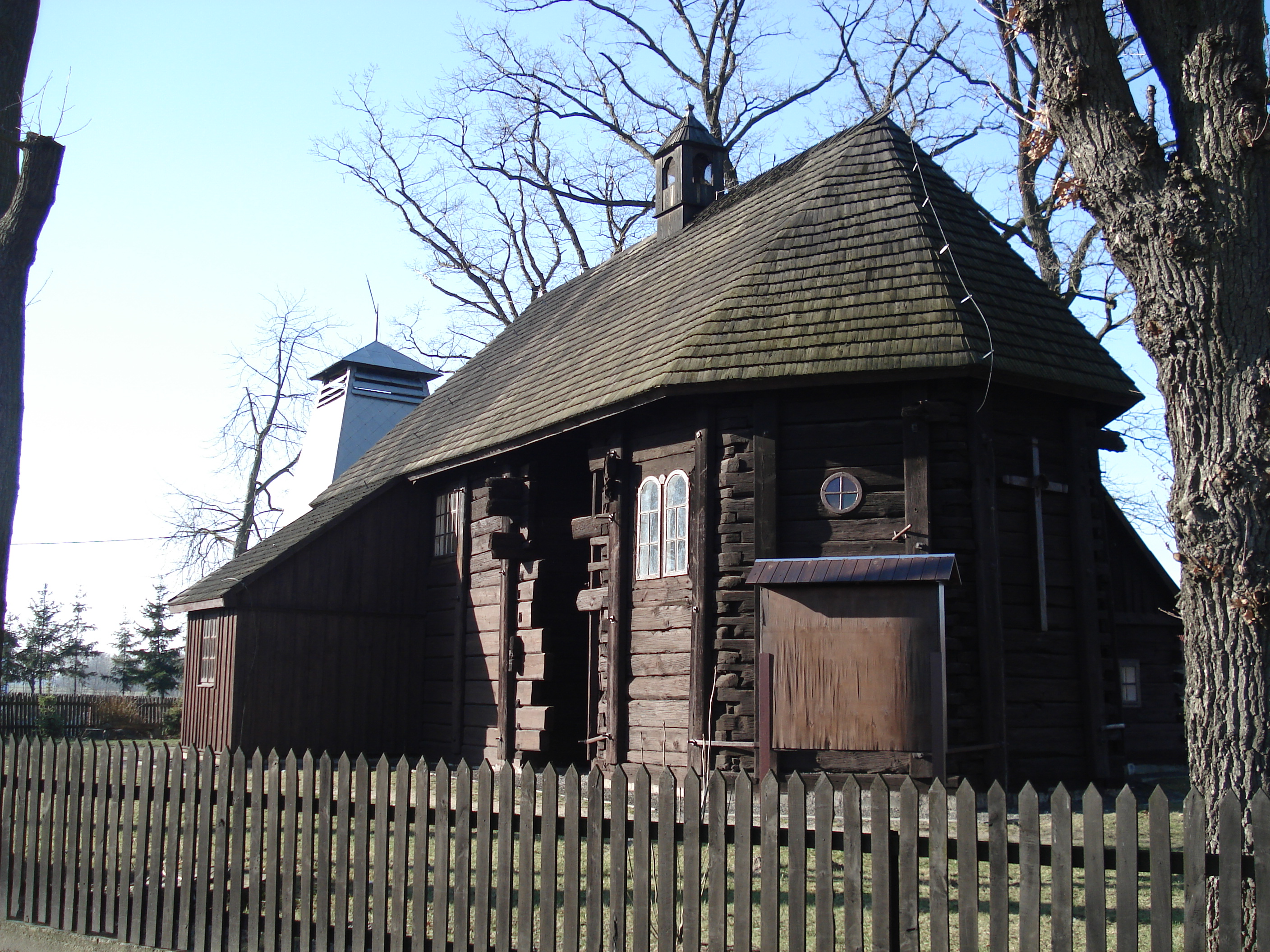
Kościół parafialny w Budzynku. Widok od strony południowo-wschodniej

### XVII wiek – wiek wojen
Niewiele wiadomo na temat dziejów Budzynka w tym okresie, a tym bardziej źródła dalej milczą w związku z tematem świątyni w tej miejscowości. Niemniej wiek wojen odcisnął olbrzymie piętno zniszczenia w Rzeczypospolitej. Ucierpiał również znacznie Budzynek, przez co najprawdopodobniej stracił prawa miejskie po 1661 r. (wtedy w źródłach podatkowych nazywany był mieściną – oppidulum). Dzięki wizytacji Budzynka przeprowadzonej w 1682 r. wiadomo o rujnacji dworu i zubożeniu mieszkańców. Sama miejscowość powróciła jednak w ręce szlacheckie, być może wykupili ją zwrotnie Leźniccy herbu Jastrzębiec lub uczyniła to inna rodzina szlachecka.

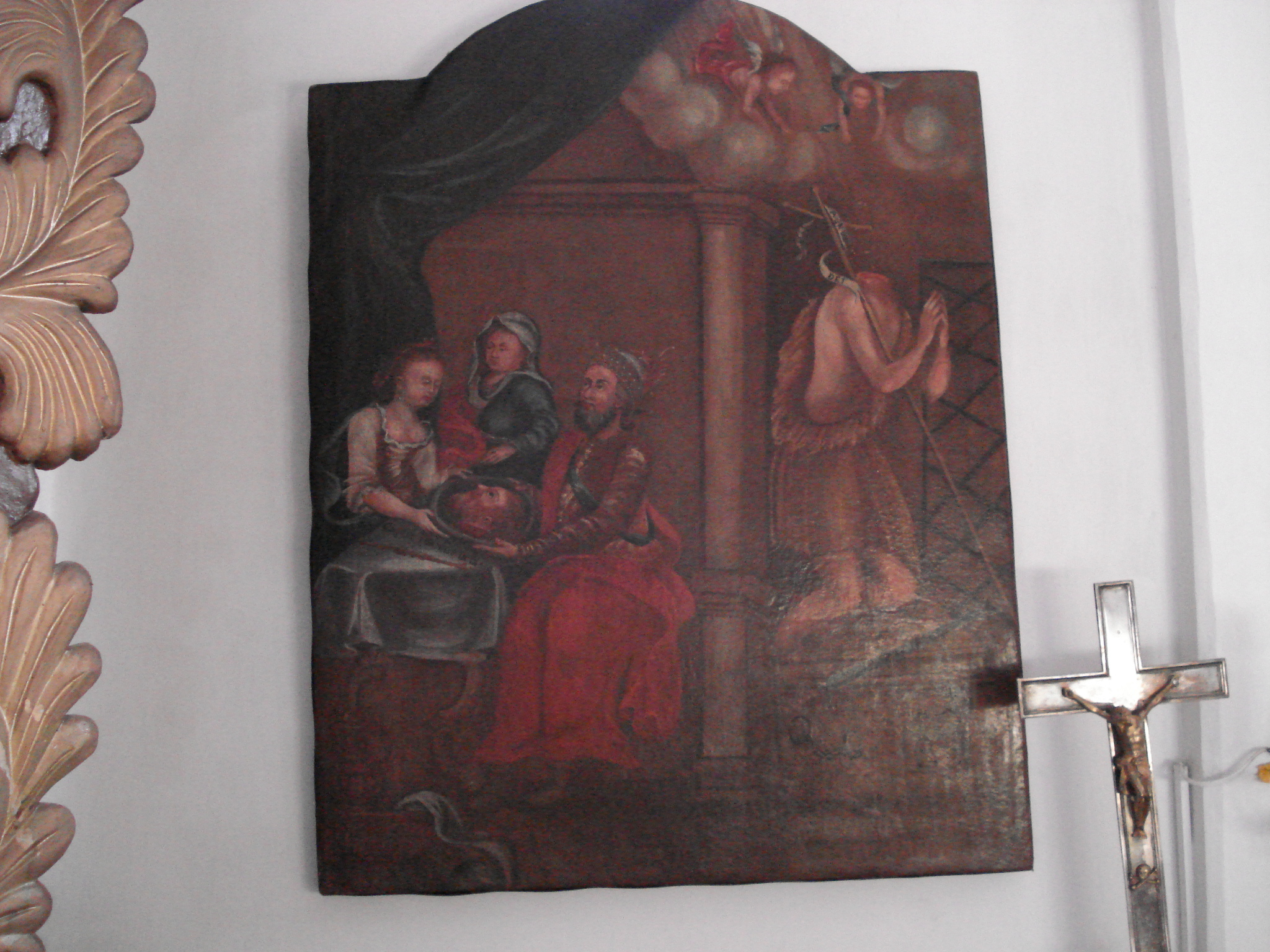
Kościół parafialny w Budzynku. Uczta Herodiady – barokowy obraz przedstawiający ścięcie św. Jana Chrzciciela, który nawiązuje do wezwania kościoła

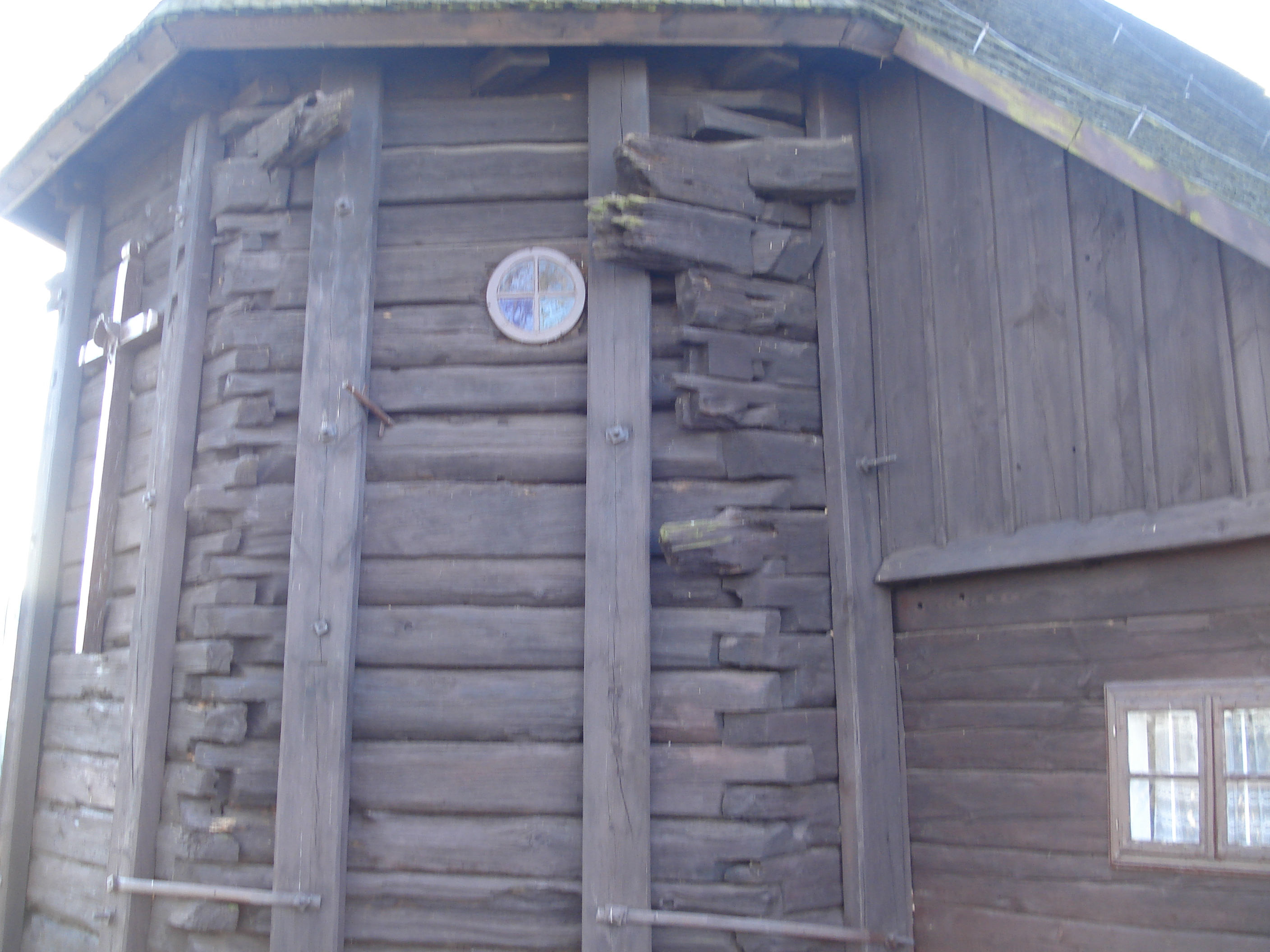
Kościół parafialny w Budzynku. XVI-wieczna część prezbiterialna. Widoczne ostatki wystające poza obrys budynku oraz lisice – czyli pionowe belki usztywniające konstrukcję

### Rozbudowa kaplicy w XVIII wieku. Jezuici. Filiacja świątyni.
Obecny kościół pw. Św. Jana Chrzciciela i Świętej Trójcy został wystawiony w latach 1710–1711 przez starostę łęczyckiego Stefana Szołdreckiego, dziedzica wsi.

## Opis budowli

### Analiza architektoniczna świątyni
Budowla ta jest konstrukcji zrębowej z wydatnymi ostatkami. Nawa została zbudowana na planie kwadratu, z kolei prezbiterium na planie ośmioboku, która niegdyś była osobną budowlą – rotundową kaplicą. Kruchtę zastąpiono podcieniem, nad którym na czterech słupach i dwóch rysiach umieszczono chór muzyczny. Do kościoła dobudowana jest drewniana zakrystia i kaplica. Dach trójspadowy kryty gontem z okapem i wieżyczką na sygnaturkę nad nawą główną. Osobliwością kościoła w Budzynku są wystające na narożach ułożone na zrąb nierówne belki. Wyposażenie wnętrza w stylu baroku i rokoka.

### Wyposażenie
- Ołtarz główny ku czci patronów, barokowy z XVII w., wykonany z polichromowanego drewna, bogate złocenia i snycerka. W górnej części ołtarza niewielki obrazek przedstawiający zdjęcie Chrystusa z krzyża, natomiast głównym obrazem był wizerunek Matki Boskiej Częstochowskiej z XIX w., udekorowanej koroną i trzema rzędami czerwonych korali. Niestety został on w Grudniu 2008 r. w zuchwały sposób skradziony z kościoła. Pierwotnie wisiał tam obraz Uczta Herodiady – Ścięcie św. Jana Chrzciciela
- Lewy ołtarz ku czci św. Józefa, późnobarokowy z końca XVIII w., wykonany z polichromowanego drewna z bogatymi złoceniami i snycerką. W centralnym miejscu obraz przedstawiający św. Józefa z dzieciątkiem na ręku (późny barok; XVIII w. olej, płótno), który jest patronem robotników. Po bokach rzeźby nieokreślonych Świętych.
- Prawy ołtarz ku czci Matki Boskiej, późnobarokowy z końca XVIII w., wykonany z polichromowanego drewna z bogatymi złoceniami i snycerką. W centralnym miejscu obraz przedstawiający Matkę Boską z Dzieciątkiem z XVIII w. (późny barok, olej, płótno). Po bokach rzeźby nieokreślonych Świętych.
- Obraz Uczta Herodiady – Ścięcie św. Jana Chrzciciela – późnobarokowy obraz, olej na płótnie (ok. poł. XVIII w.) przedstawiający historię ścięcia św. Jana Chrzciciela (więcej w Ewangelii według świętego Marka Mk 6,17-29.). Herod Antypas podaje Salomee głowę św. Jana Chrzciciela na tacy. Przygląda się temu żona Heroda i sprawczyni egzekucji – Herodiada. Warto zwrócić uwagę, że pozbawiona głowy postać św. Jana klęczy i modli się do Boga co ma być podkreśleniem świętości postaci, lub gestem proszącym Boga o przebaczenie dla oprawców. Pierwotnie obraz ten znajdował się w głównym ołtarzu – centralnym miejscu, zgodnie z wezwaniem świątyni. Obecnie jest zawieszony na prawej ścianie prezbiterium. Niestety nie jest znany twórca obrazu.
- Obraz przedstawiający św. Floriana – patrona strażaków, hutników, kominiarzy, garncarzy, piekarzy. Obecnie zawieszony na lewej ścianie prezbiterium. Niewykluczone, że pochodzi z Domaniewa, skąd został przewieziony gdy parafia w Budzynku była filią kościoła w Domaniewie. Także w przeszłości któryś z ołtarzy bocznych mógł być poświęcony św. Florianowi.

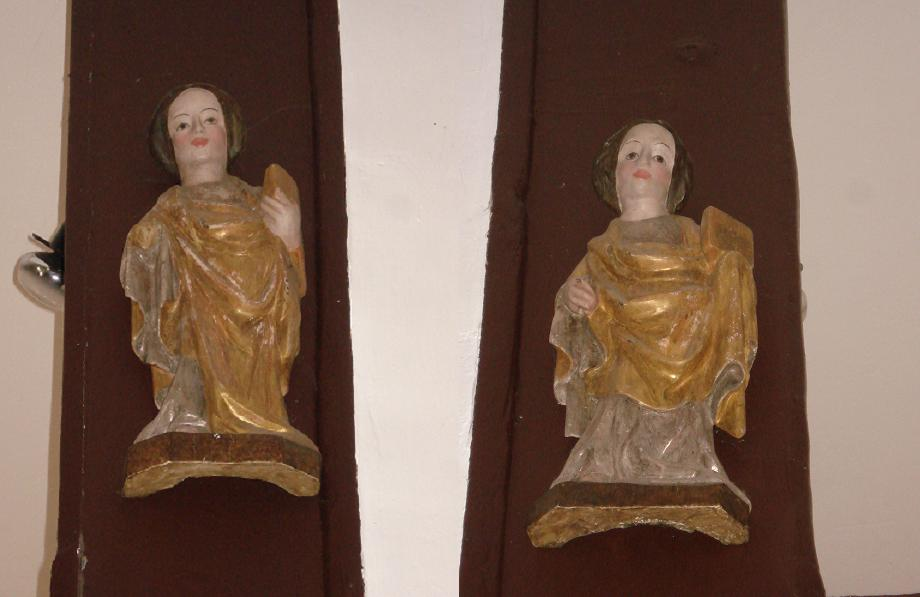
Kościół parafialny w Budzynku. Gotyckie rzeźby z XV wieku

- Dwie gotyckie rzeźby z pierwszej poł. XVI w., przedstawiające bliżej nieokreślonych świętych. Rzeźby są umieszczone na dwóch słupach przy belce tęczowej. Niewykluczone, że pochodzą z kościoła z Domaniewa lub Leźnicy Wielkiej.

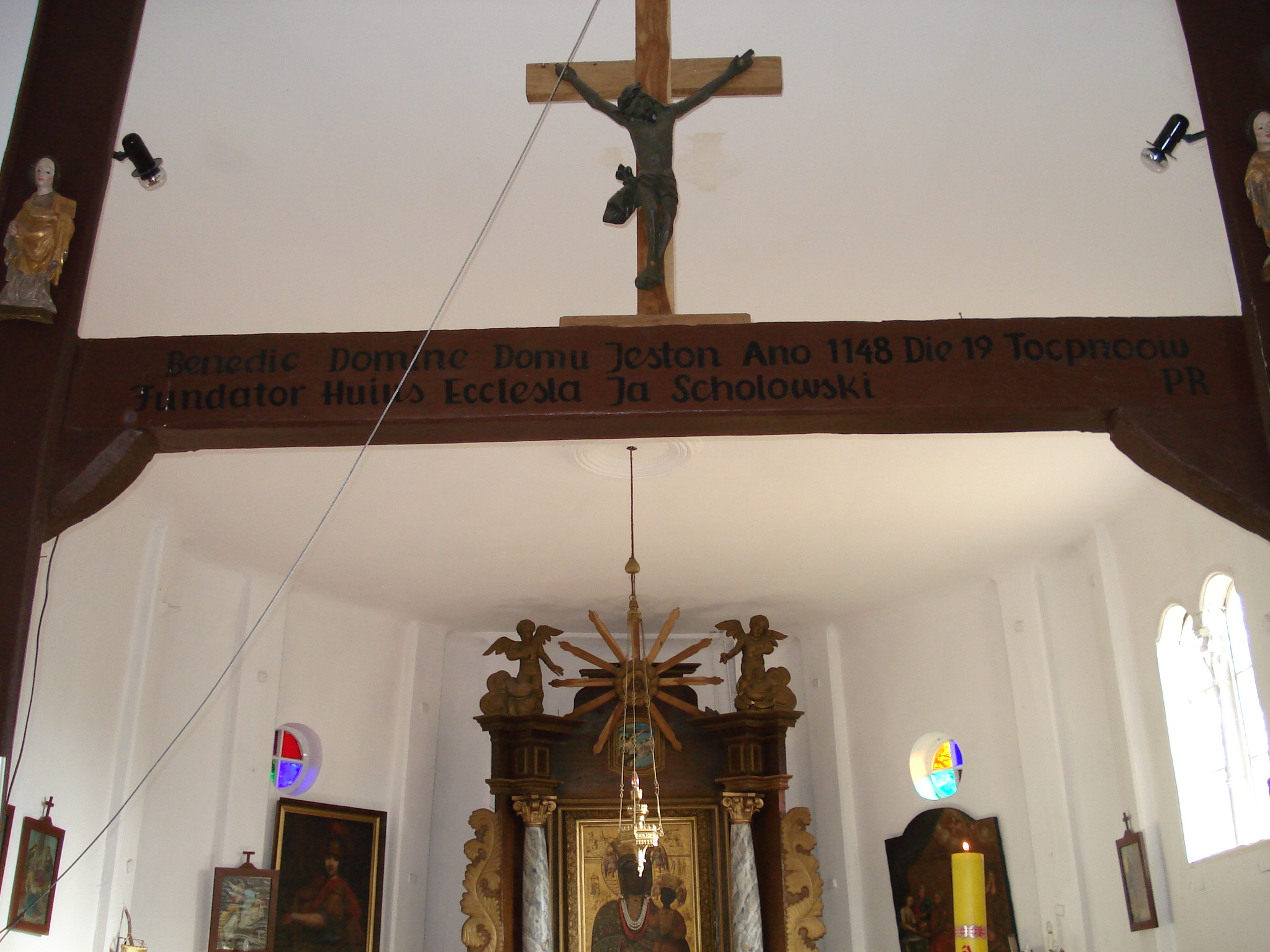
Kościół parafialny w Budzynku. Belka tęczowa w kościele

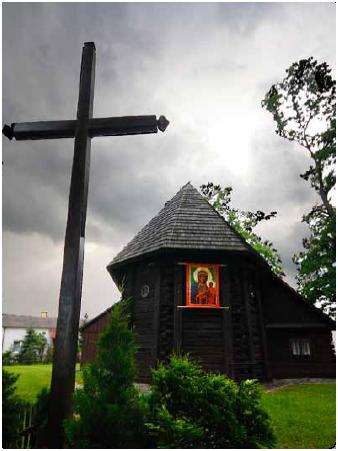
Kościół parafialny w Budzynku. Widok od strony wschodniej

- Belka tęczowa, wykonana najprawdopodobniej przy końcu rozbudowy świątyni w XVIII w. Na belce drewniany krucyfiks późnobarokowy z poł. XVIII w. (oryginalna tylko rzeźba Chrystusa na krzyżu). Na belce tęczowej zaskakujący napis BENEDIC DOMINE DOMU JESTON ANO 1148 DIE 19 TOCPNOOW FUNDATOR HUIUS ECCLESLA JA SCHOLOWSKI PR (BŁOGOSŁAW PANIE DOMOWI TEMU ROKU 1148 DNIA 19 TOCPNOOW FUNDATOR TEGO KOŚCIOŁA JA SZOŁOWSKI). Przede wszystkim błędna jest data fundacji, gdyż powinno być raczej 1748 a nie 1148. Błędów pisowni na belce jest zresztą znacznie więcej, co nie powinno dziwić ze względu na czas wykonania dobudówki (JESTON – ISTAM, ANO – ANNO, ECCLESLA-ECLESIA). Zastanawia też postać fundatora rozbudowy kościoła, czy nim był Stefan Szołdrski, czy miejscowy szlachcic o nazwisku Szołowski. Skrót PR oznacz zapewne osobę wykonującą napis, lub zarządzającego budową kościoła.
- Barokowe dekoracje okienne z XVIII w. w prezbiterium kościoła, snycerka w drewnie.
- Neogotycka lampka wieczna z końca XIX w., wykonana z mosiądzu.
- Neobarokowy żyrandol z 2 poł. XIX w. – brąz złocony.
- XVII-wieczny, barokowy fragment malowidła ściennego przedstawiający bliżej nieokreśloną scenę z Biblii, olej na drewnie.
- Feretron z obrazami Matki Boskiej Częstochowskiej i św. Anny, ludowy; XIX w., stolarka drewniana, obrazy wykonane farbą olejną na desce.
- Pozłacany mosiężny kielich z pateną z XV w. o cechach gotyckich

## Parafia

### Powstanie parafii
Parafia została erygowana w 1926 r. przez biskupa łódzkiego Wincentego Tymienieckiego. Dzwonnica wybudowana została w 1978 r. W odległości 800 m od kościoła znajduje się cmentarz grzebalny. Plebanię z kamienia wybudowano w 1926 r. Parafia w Budzynku jest najmniejszą parafią w województwie łódzkim i jedną z najmniejszych w Polsce.

### Współcześnie
Parafia Budzynek liczy ogółem 350 osób. Parafianie (katolicy) mieszkają w 95 domach. W niedziele i święta odprawiane są dwie msze św.: o godz. 9.30 i 11.30. W każdą zwykłą niedzielę na tych dwóch mszach św. jest obecnych 110-140 osób. W przybliżeniu na mszach św. niedzielnych jest 33-40% społeczności parafii Budzynek. W swojej historii parafia nie wydała żadnego kapłana.
W tej małej parafii jest dwunastu ministrantów, sześć dziewcząt stanowiących scholę parafialną. Jest jedno kółko różańcowe, proboszcza wspomaga Rada Parafialna. Strażacy należący do miejscowej Ochotniczej Straży Pożarnej w Budzynku stanowią trzon asysty parafialnej. Do asysty należy też młodzież i kilka pań. W tej małej parafii nie ma na etacie organisty. Śpiew podtrzymuje schola. W czasie mszy św. pogrzebowej lub ślubnej gra i śpiewa organista zapraszany z sąsiedniej parafii.
W roku 1996–1997, kiedy proboszczem parafii Budzynek był ks. Andrzej Blewiński, dokonano gruntownego remontu drewnianego, parafialnego kościoła. Remont był przeprowadzony pod kierunkiem pani konserwator z byłego województwa sieradzkiego. Ponieważ kościół jest bardzo cennym zabytkiem narodowego dziedzictwa, władze państwowe finansowały prace remontowe i konserwacyjne.
Do parafii należą następujące miejscowości: Budzynek, Janów, Kosobudy, Marysławów, Symonia, Stefanów, Woźniki i trzy domy Idzikowic. Wioski są oddalone 1-5 km od kościoła.
Odpust parafialny obchodzony jest w ostatnią niedzielę sierpnia (wspomnienie liturgiczne Ścięcia św. Jana Chrzciciela ma miejsce 29 sierpnia). Na tę uroczystość przybywają wierni z sąsiednich parafii, nawet z Łodzi.
Sąsiednimi parafiami do Budzynka są parafie w: Leźnicy Wielkiej (ok. 6,5 km), Domaniewie (5 km), Dalikowie (6,5 km), Parzęczewie (7 km).

### Proboszczowie
- ks. Marian Jarczyk (1926–1929)
- ks. Władysław Świderek (1930–1931)
- ks. Leon Łomiński (1931–1932)
- ks. Józef Kotela (1932–1938)
- ks. Władysław Żwirek (1938–1941)
- ks. Kazimierz Gadzinowski (1945–1946)
- ks. Edwin Grochowski (1946–1947)
- ks. Józef Paluch (1947–1954)
- ks. Stanisław Jasiński (1954–1960)
- ks. Roman Krajewski (1960–1966)
- ks. Tadeusz Zielewski (1966–1967)
- ks. Bronisław Gwizdała (1967–1969)
- ks. Czesław Krysiński (1969–1974)
- ks. Mieczysław Wagner (1974–1978)
- ks. Roman Krzeslak (1978–1986)
- ks. Henryk Eliasz (1986–1989)
- ks. Stanisław Opala (1989–1992)
- ks. Tadeusz Koziorowski (1992–1994)
- ks. Andrzej Blewiński (1994–1997)
- ks. Krzysztof Kołodziejczyk (1997–2005)
- ks. Stanisław Wroński (2005–2007)
- ks. Krzysztof Gliniany (2007–2013)
- ks. Antoni Marcinków (2013–2018)
- ks. Tomasz Estkowski (od 2018)

## Galeria

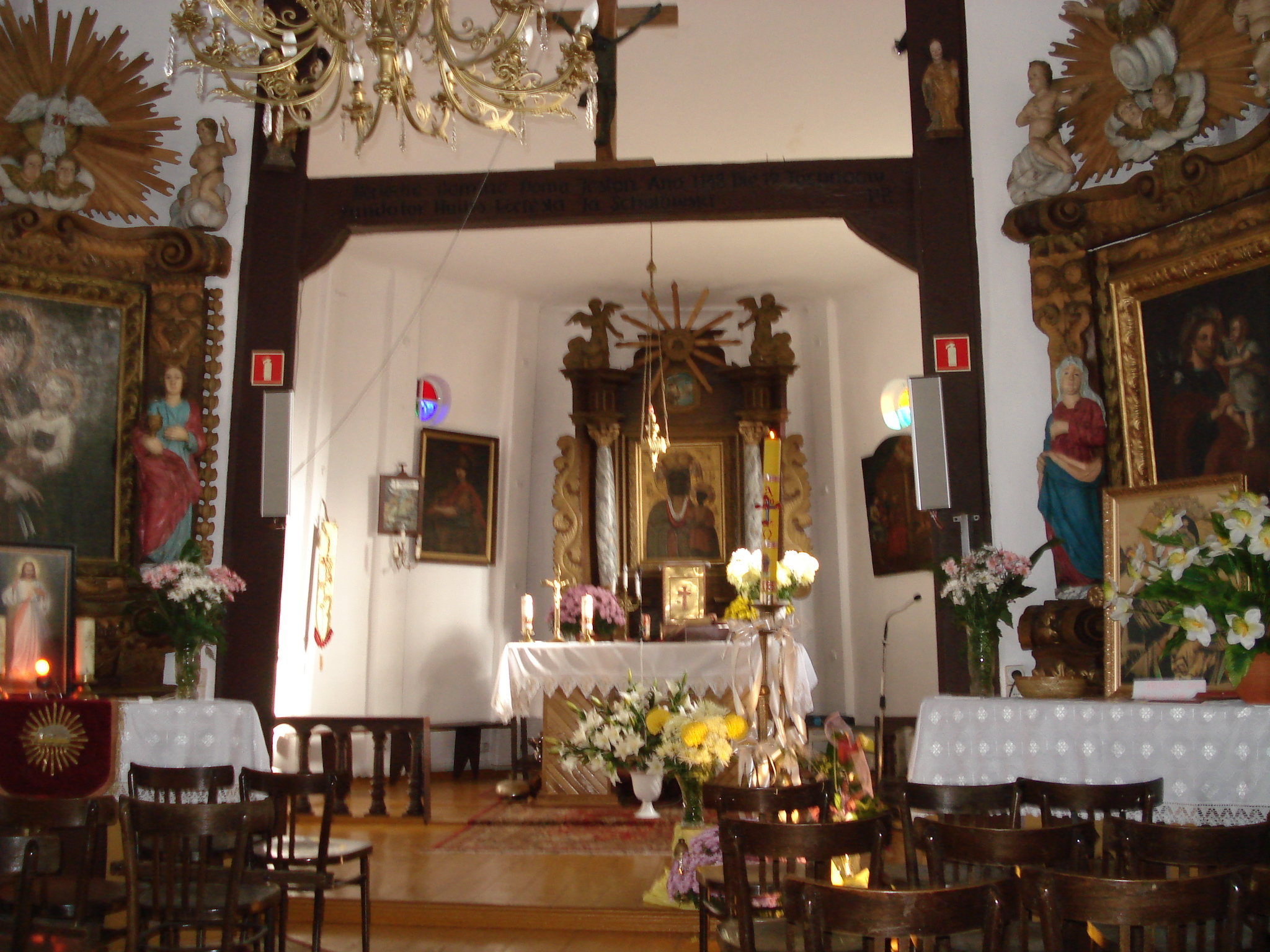
Kościół parafialny w Budzynku. Wnętrze świątyni.
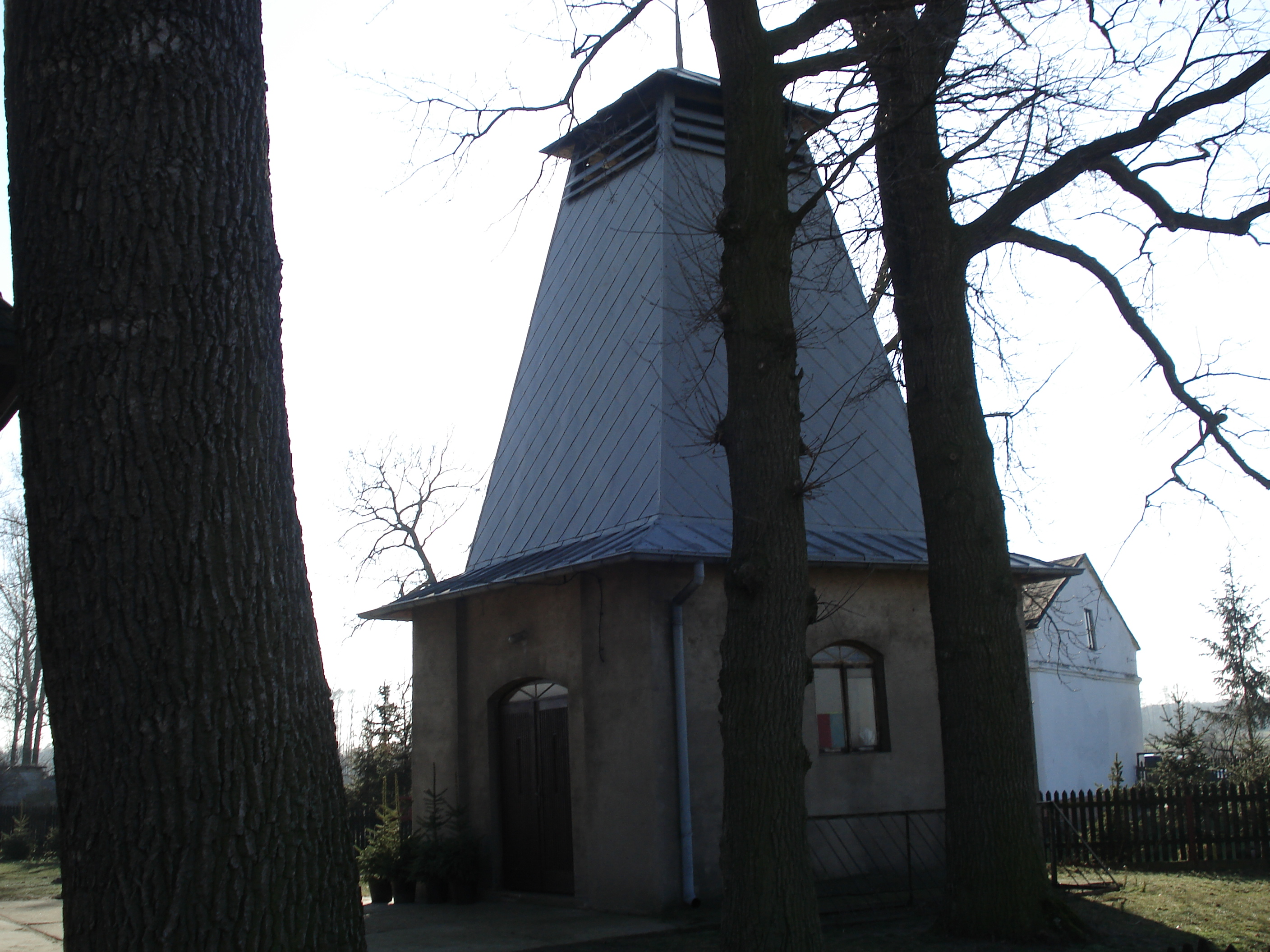
Kościół parafialny w Budzynku. Dzwonnica z 1978 r.
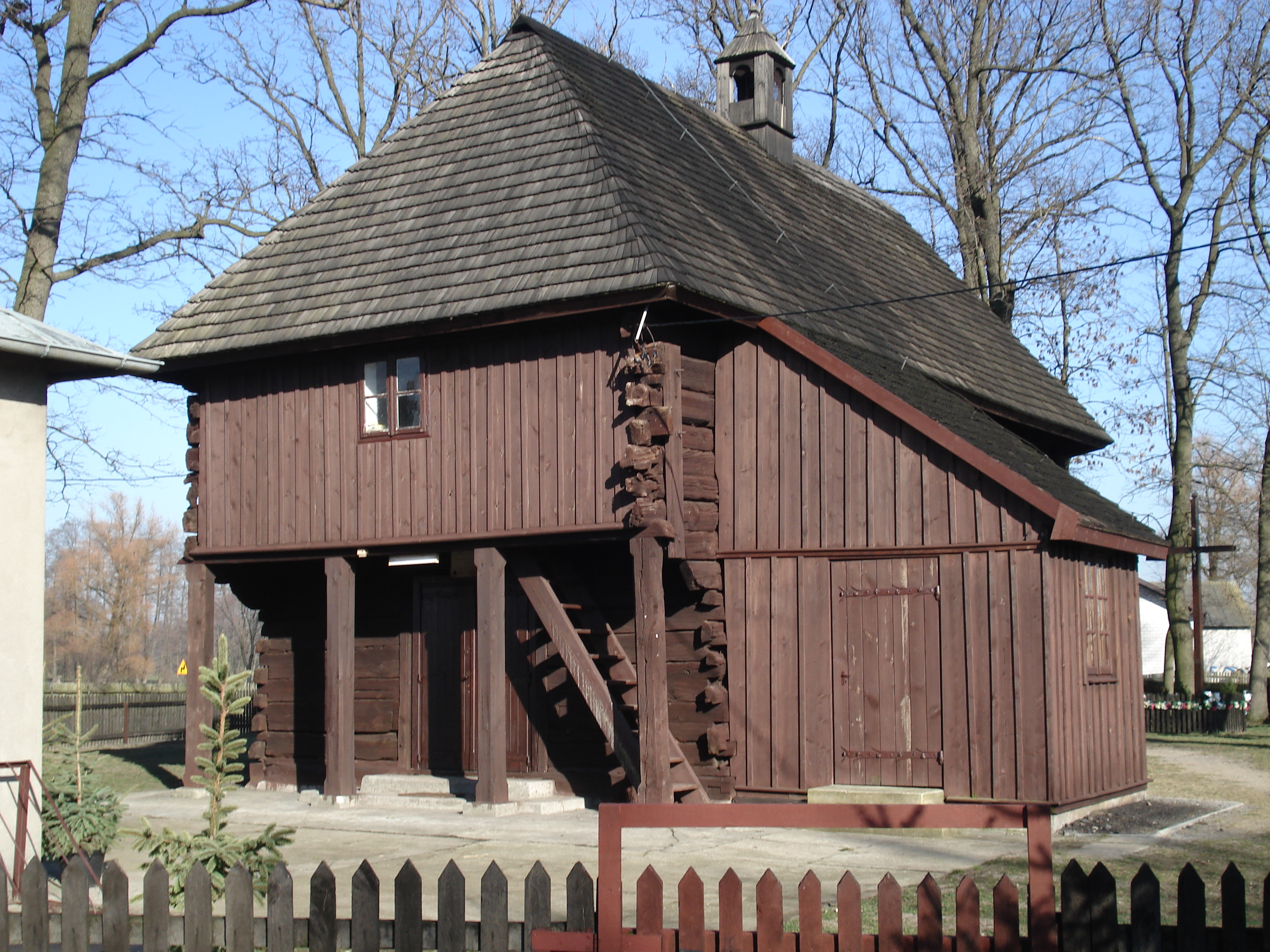
Kościół parafialny w Budzynku. Oszalowana część zachodnia świątyni.
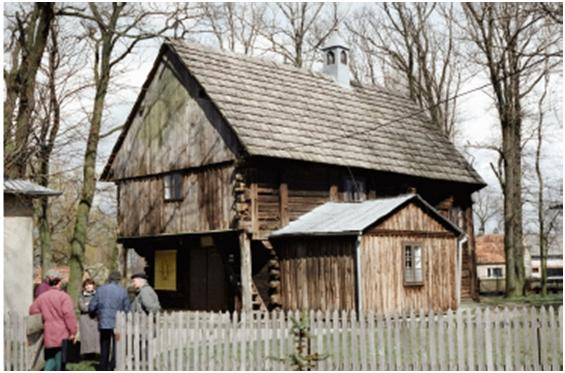
Kościół parafialny w Budzynku. Świątynia przed renowacją (ok. 1995 r.)